# マンガ青春記
『マンガ青春記』（マンガせいしゅんき）は、中島梓によるエッセイ。幼少時から無類の漫画好きであったことを自認し、かつては漫画家を志していた著者が、青春期をともに歩んできた漫画史を振り返り、その時々の漫画に対する愛情を語りながら、同時に小説家デビューを果たすまでの半生を綴っていくという、自伝的性格の強い作品。
1986年9月25日に 集英社より単行本（ISBN 4-08-775090-6）として刊行された。のち、1989年12月20日には集英社文庫版（ISBN 4-08-749524-8）が刊行されている。表紙には、手塚治虫、 木原敏江、石ノ森章太郎をはじめ、多くの漫画家が描くキャラクターが使用されている。

## 内容
- まえせつ
- 第一章 黎明
- 第二章 神話の時代
- 第三章 幻の仲間たち
- 第四章 多感症候群
- 第五章 銅の時代
- 第六章 思い出はいつも若く